# 基伯茲 (加利福尼亞州)
基伯茲（英語：Kyburz）是位於美國加利福尼亞州埃爾多拉多縣的一個非建制地區。該地的面積和人口皆未知。

## 地理
基伯茲的座標為38°46′29″N 120°17′49″W / 38.77472°N 120.29694°W，而該地的平均海拔高度為377米（即1237英尺）。